# Войцех Моранда
Войцех Моранда (пол. Wojciech Moranda; нар. 17 серпня 1988, Кельці) – польський шахіст, гросмейстер від 2009 року.

## Шахова кар'єра
Неодноразово брав участь у фіналі чемпіонату Польщі у всіх вікових категоріях, п'ять разів здобувши медалі: двічі золоті (Криниця-Здруй 2003 - до 16 років і Сьрода-Великопольська 2007 - до 20 років), двічі срібні (Леба 2005 - до 18 років і Леба 2006 - до 18 років) і бронзову (Жагань 2002 - до 14 років). У своєму доробку має також медалі чемпіонату країни серед юніорів з бліцу і швидких шахів. Неодноразово представляв країну на чемпіонатах світу та Європи серед юніорів.
2003 року поділив 3-тє місце на Меморіалі Рубінштейна в Поляниці-Здруй, який проходив за швейцарською системою). 2004 року переміг на двох турнірах за круговою системою, які відбулись у Львові, а також поділив 3-тє місце на опені в Кошаліні. Дебютував у фіналі Чемпіонату Польщі 2005, посівши в Познані 11-те місце. 2006 року посів 3-тє місце в головному турнірі фестивалю Cracovia 2005/06 в Кракові, посів 2-ге місце в Генгело, а також поділив 1-ше місце в Руднику. 2007 року переміг на турнірі open у Сєлпії-Вєлці і на відкритому молодіжному чемпіонаті Німеччини, який відбувся в Нойгаузені, здобув у Щуцині бронзову медаль чемпіонату Польщі зі швидких шахів і посів 2-ге місце (позаду Володимира Маланюка) на турнірі open І меморіалу Рубінштейна в Поляниці-Здруй. Великого успіху досягнув також наприкінці року, вигравши у Варшаві бронзову медаль чемпіонату Європи зі швидких шахів (у матчі за 3-тє місце програв Фернандо Перальті, але Аргентинець виступав поза конкурсом і медалі не отримав). 2008 року став у Вроцлаві чемпіоном Польщі серед студентів, а також переміг на регулярному турнірі open, який відбувся в Ґожуві-Велькопольському. 2009 року переміг на відкритому турнірі меморіалу Акіби Рубінштейна і поділив 2-ге місце (позаду Сергія Жигалко, разом з Гітою Нараянаном Гопалом) на турнірі Young Masters в Енсхеде. 2011 року переміг на міжнародному фестивалі в Познані. 2012 року здобув у Катовицях звання чемпіона Польщі серед студентів. 2013 року виборов бронзову медаль (у командному заліку) літньої Універсіади в Казані, переміг на Меморіалі Рубінштейна у Поляниці-Здруй, а також на відкритому турнірі в Карпачі.
Найвищий рейтинг Ело в кар'єрі мав станом на 1 жовтня 2014 року, досягнувши 2593 очки займав тоді 11-те місце серед польських шахістів.

## Зміни рейтингу
| На цьому місці має відображатися графік чи діаграма, однак з технічних причин його відображення наразі вимкнено. Будь ласка, не видаляйте код, який викликає це повідомлення. Розробники вже працюють для того, щоби відновити штатне функціонування цього графіка або діаграми. | |
| | На цьому місці має відображатися графік чи діаграма, однак з технічних причин його відображення наразі вимкнено. Будь ласка, не видаляйте код, який викликає це повідомлення. Розробники вже працюють для того, щоби відновити штатне функціонування цього графіка або діаграми. |